# La màgica Do-Re-Mi
La màgica Do-Re-Mi (おジャ魔女どれみ, Ojamajo Doremi) és un anime de l'estil anomenat "nena màgica" que tracta sobre una estudiant de 5è de primària que es diu Doremi Harukaze i ha assolit un gran èxit al Japó. Actualment, aquesta sèrie ha donat lloc a una sèrie de televisió amb quatre temporades, tres pel·lícules, un OVA de 13 capítols i una saga de 10 novel·les lleugeres, entre d'altres. També es va serialitzar una adaptació en manga, obra de Izumi Todo amb il·lustracions de Shizue Takanashi.
El 13 de novembre de 2020 es va estrenar una pel·lícula per al 20è aniversari amb el nom de Buscant la Màgica Doremi.

## Argument
·(Primera temporada): Després d’un dia complicat, la Doremi Harukaze es perd tornant cap a casa després de classe, i per casualitat, o per cosa del destí, es troba amb “La Casa Maho de la Rika Makihatayama”, una misteriosa botiga esotèrica. Dintre, es troba amb la propietària, i acaba descobrint que és una bruixa de debò, fent que es converteixi en una “bruixa granota” a causa d’un antic malefici. L’única que persona que pot trencar el malefici és l’humà que hagi descobert la bruixa, així que la Majòrica, la propietària de la botiga, obliga a la Doremi a convertir-se en aprenenta de bruixa i a treballar a la botiga. Per arribar a ser bruixes de debò, la Doremi, i més tard, les seves amigues, l’Aiko Senoo i la Hazuki Fujiwara, hauran de passar nou exàmens d’aprenenta, i només llavors podran trencar el malefici.

## Personatges
- Doremi Harukaze: És una noia molt simpàtica i de bon cor, tot i que és molt sapastre, molt enamoradissa i pot arribar a ser una mica cap de suro. Sovint diu que és "la nena maca més desgraciada del món". Té els cabells de color magenta fosc, i els porta recollits en dos monyos. Va descobrir que la Majòrica era una bruixa, i com això la va convertir en una granota, es va fer aprenenta de bruixa per tornar-la a la seva forma original i per poder explicar el que sent al noi que li agrada. El seu encanteri és: "Pirika, pirilala, pupurina, papalatu", i la seva fada es diu Dodò.
- Hazuki Fujiwara: És una noia una mica reservada, però molt amable i intel·ligent. És de casa bona, i amiga de la Doremi des que eren molt petites. Porta ulleres i els cabells marrons recollits en una cua alta amb un llaç. Es va convertir en aprenenta de bruixa per poder dir el que pensa de debò a la seva mare, i alhora que l'Aiko. El seu encanteri és: "Paipai, pompoi, puapua, pu", i la seva fada es diu Reré.
- Aiko Senoo: És una noia molt energetica, esportista i espabilada, que pot arribar a semblar una mica insensible, però no ho és pas. Abans vivia a Osaka i viu amb el seu pare, que està divorciat, així que està acostumada a fer feines de casa. Té els cabells curts i de color blau. Es va convertir en aprenenta de bruixa per aconseguir que els seus pares es tornessin a casar, i alhora que la Hazuki. El seu encanteri és: "Pameluku, laluku, lalilori, popú", i la seva fada es diu Mimí.
- Onpu Segawa: És una noia agradable, decidida i amb molt de talent. Al principi, és una mica egoista i fa la seva, ja que com és una estrella infantil, no està acostumada a tenir amistats sinceres. Té els cabells curts de color violats amb una cueta a la dreta i la resta de cabell sense recollir. Es va convertir en aprenenta de bruixa en descobrir la Majòruca, la rival de la Majòrica. El seu encanteri és: "Pululum, pulum, fa mi fa, mi fa", i la seva fada es diu Lolò.
- Momoko Asuka: És una noia simpatica i apasionada, però pot arribar a ser una mica ximple. Va néixer al Japó, però es va mudar als Estats Units per la feina dels seus pares, i al tornar al Japó, no parla gaire bé el japonés. Té els cabells chartreuses, recullits en dues cues cargolades, i es molt bona rebostera. Es va convertir en bruixa en descobrir la Majòmonroe, la propietaria de la Casa Maho de Nova York. El seu encanteri és: "Palutan, paluton, paralila, pon", i la seva fada es diu Niní.
- Popi Harukaze: És la germana petita de la Doremi. Es molt espabilada per la seva edat, i tot i que mira molt pels demés, pot arribar a ser una mica malcarada. Té els cabells roses, recollits en dues cues altes. Es va convertir en aprenenta de bruixa en enxampar la Doremi, la Hazuki i l'Aiko fent l'Escenari Màgic. El seu encanteri és: "Pirito, prito, piritan, papalatu", i la seva fada es diu Fafà.
- Flor "Floreta" Makihatayama: Al principi, és un nadó de bruixa, que la Doremi, l'Aiko, la Hazuki i l'Onpu veuen néixer, i la Reina de les Bruixes els demana que li facin de mares. Més endavant, fa anar la seva màgia per fer-se gran, i poder anar a sisè de primària amb les seves mares. És molt amable, però una mica neguitosa, ja que en el fons no deixa de ser una nena petita, però aprén molt rápid i està destinada a ser la propera Reina de les Bruixes. Té els cabells grocs i recollits, amb una o dues cues segons l'edat. Tot i que no li cal un encanteri, diu: "Polorin, pularin, Floreta, Floreta, pi" abans de fer màgia, i té una fada que és diu Totó.
- Majòrica: És la propietària de la Casa Maho on treballa la Doremi amb les seves amigues. Es va convertir en granota bruixa quan la Doremi va descobrir que era una bruixa i des d'aquell dia ha intentat convertir a la Doremi en bruixa per poder tornar a la seva forma original. És de color verd, textura gomosa, la seva bola màgica és de color vermell i la seva fada es diu Lala.

## Doblatge al català
| Personatge                  | Actor original  | Veu en català   |
| --------------------------- | --------------- | --------------- |
| Doremi Harukaze             | Chiemi Chiba    | Eva Lluch       |
| Hazuki Fujiwara             | Tomoko Akiya    | Pilar Morales   |
| Aiko Senoo                  | Yuki Matsuoka   | Carmen Ambrós   |
| Onpu Segawa                 | Rumi Shishido   | Sílvia Gómez    |
| Momoko Asuka                | Nami Miyahara   | Núria Trifol    |
| Flor Makihatayama 'Floreta' | Ikue Ootani     | Ana Maria Camps |
| Popi                        | Ishike Sawa     | Iris Lago       |
| Majòrica                    | Naomi Nagasawa  | Glòria Gonzàlez |
| Lala                        | Megumi Takamura | Ana Maria Camps |
| Font: eldoblatge.com        |                 |                 |

## Llista d'episodis
|      | Temporada                     | Episodis | Emissió original                            | Emissió original                               |
| Japó | Temporada                     | Episodis | Catalunya                                   |                                                |
| ---- | ----------------------------- | -------- | ------------------------------------------- | ---------------------------------------------- |
|      | Ojamajo Doremi                | 51       | 7 de febrer de 1999 a 30 de gener de 2000   | 15 de febrer de 2003 a 24 de novembre de 2003  |
|      | Ojamajo Doremi Sharp #        | 49       | 6 de febrer de 2000 a 28 de gener de 2001   | 6 de maig de 2004                              |
|      | Mo~tto! Ojamajo Doremi        | 50       | 4 de febrer de 2001 a 27 de gener de 2002   | 23 de setembre de 2004 a 2 de desembre de 2004 |
|      | Ojamajo Doremi Dokka~n!       | 51       | 3 de febrer de 2002 a 26 de gener de 2003   | 2 de maig de 2005 a 12 de juliol de 2005       |
|      | Ojamajo Doremi Na-i-sho (OVA) | 12       | 26 de juny de 2004 a 11 de desembre de 2004 | 24 de desembre de 2007 a 4 de gener de 2008    |

## Recepció a Catalunya
Com també al Japó, la sèrie va assolir un gran èxit al canal K3, i va ser "el producte de més èxit del club infantil del 2004 amb una quota del 60% en la franja d'edat de 4 a 12 anys", i "el fòrum de la sèrie de la web del Super3 va estar el més visitat des del 24 de novembre d'aquell any, quan va acabar la primera temporada", amb els espectadors demanant més episodis, que van arribar amb la segona temporada el maig del 2005, seguida per la resta.